# Estrusione

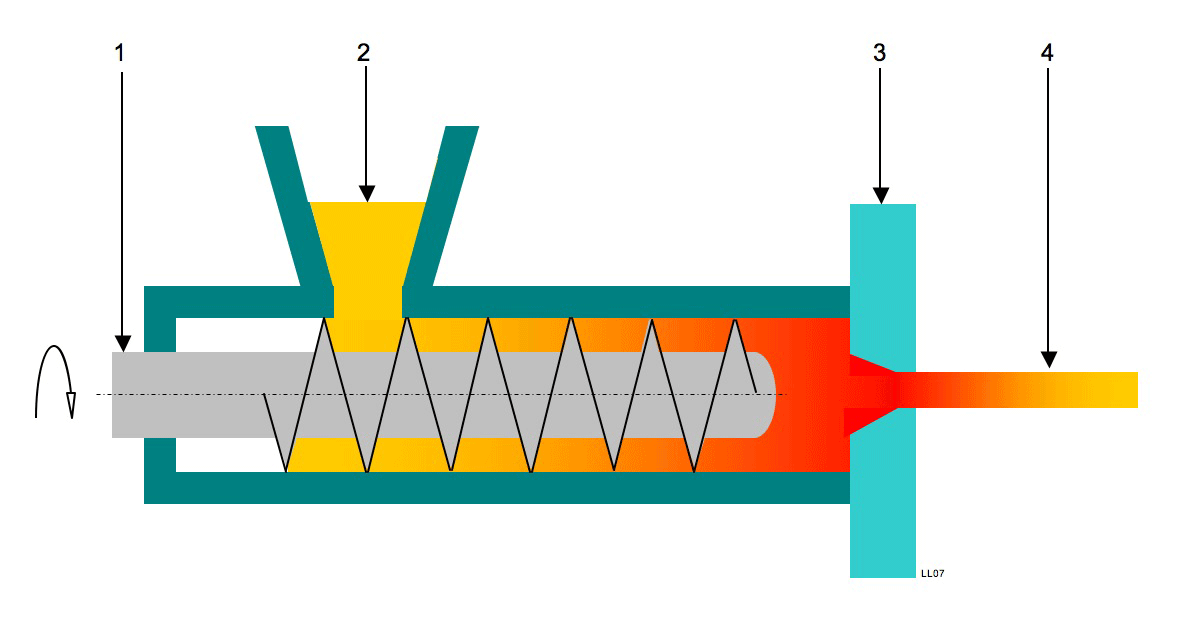
Schema di un estrusore:
1. Vite
2. Tramoggia di carico
3. Matrice
4. Prodotto estruso

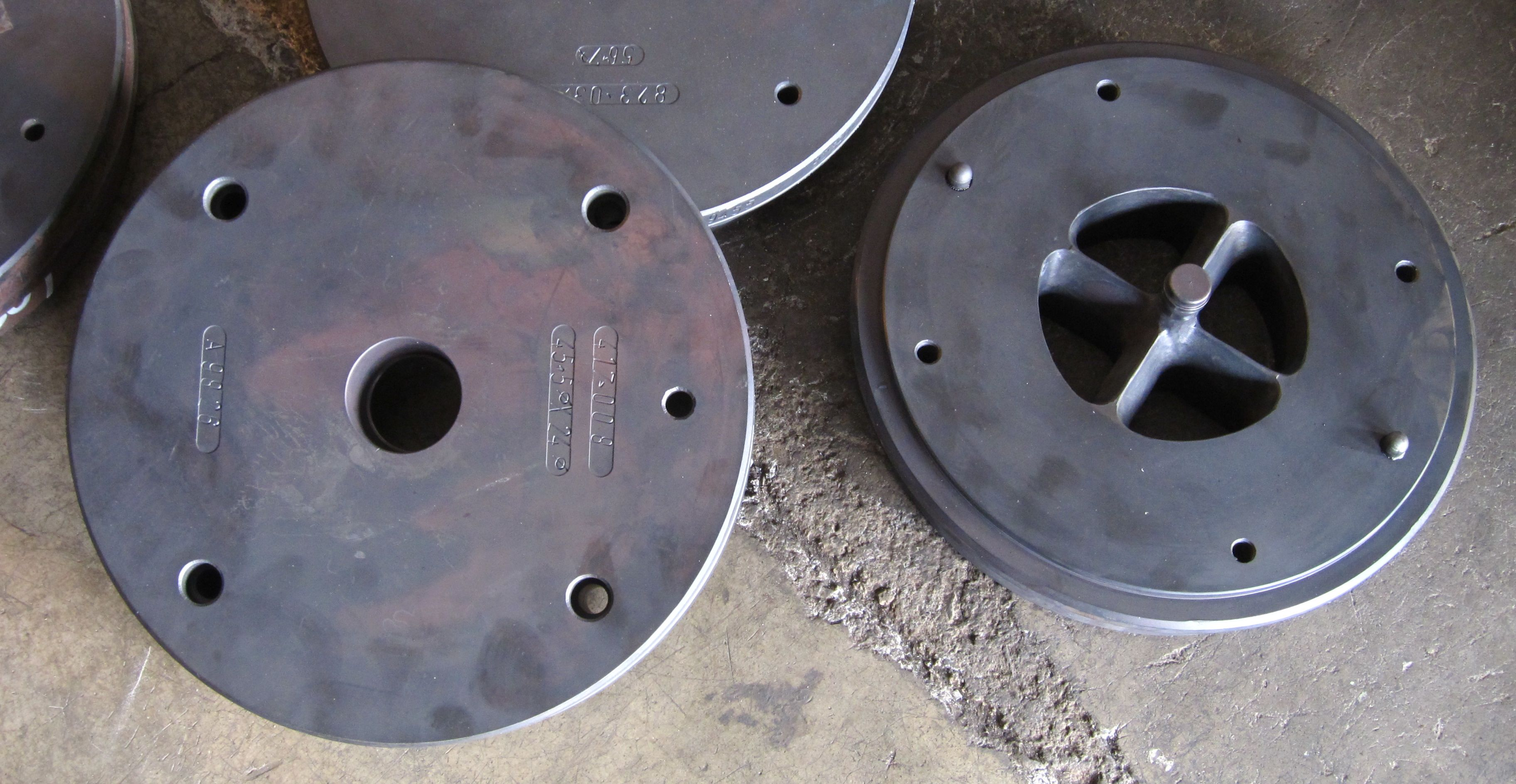
Matrici di estrusione

L'estrusione è un processo di produzione industriale di deformazione plastica che consente di produrre pezzi a sezione costante (ad esempio tubi, barre, profilati, lastre). Viene utilizzata per i materiali metallici (come l'acciaio, l'alluminio, il piombo, o il rame), materie plastiche (come la gomma o materiali termoplastici) e in generale per quei materiali che abbiano elevata plasticità.

## Storia
Possiamo trovare traccia di primi tentativi di procedimenti di estrusione già all'inizio del Settecento e sul finire dell'Ottocento, ma soltanto al termine della Seconda Guerra Mondiale l'incremento dello sviluppo di materie termoplastiche come polipropilene e polietilene fece sì che tali procedimenti ottenessero lo status di principali tecnologie utilizzate per la lavorazione delle materie plastiche

## Descrizione del processo
L'estrusione consiste essenzialmente nel forzare per compressione il materiale, allo stato pastoso, a passare attraverso una sagoma ("matrice" o "filiera") che riproduce la forma esterna del pezzo che si vuole ottenere. Se la sezione di questo è cava, sarà presente un'anima che riprodurrà il profilo della cavità interna. All'uscita dalla matrice il materiale viene raffreddato o, nel caso della gomma, sottoposto a vulcanizzazione. Nel caso delle materie plastiche, la compressione del materiale a monte della matrice è ottenuta attraverso una vite senza fine semplice o doppia (vite di Archimede), che spinge il materiale verso la testa di estrusione. Nel caso delle materie plastiche il materiale viene introdotto sotto forma di granuli ("pellet") o in polvere; il calore prodotto dall'attrito con le pareti dell'estrusore e da resistenze elettriche ne causa la "fusione" (nel caso di polimeri cristallini) o il "rammollimento" (nel caso di polimeri amorfi o semicristallini). Nel caso delle fibre tessili la testa di estrusione è chiamata filiera. Per i metalli si usano macchine a pistone.
Mediante opportuni accorgimenti (matrici con parti mobili) si riescono ad ottenere profilati in gomma a sezione variabile, come ad esempio alcuni tipi di guarnizione per le porte degli autoveicoli.

### Estrusione diretta e inversa

Schemi di un processo di estrusione diretta (in alto) e inversa (in basso).

L'estrusione può avvenire secondo due metodologie:
- estrusione diretta
- estrusione inversa.

Nel caso dell'estrusione diretta, il materiale viene compresso da una parte dal pistone e fuoriesce dalla parte opposta, dove è posizionata la matrice. In altre parole la direzione di efflusso del materiale è concorde al moto del pistone. In questo caso la forza necessaria all'estrusione decresce in modo costante con la diminuzione della quantità di materiale da estrudere all'interno del recipiente. Nella parte finale del processo si avrà un aumento della forza necessaria all'estrusione poiché il materiale, diventato molto sottile, potrà fuoriuscire radialmente dalla matrice.
Nel caso dell'estrusione inversa invece la matrice è solidale al pistone, il quale presenta una cavità centrale in modo da permettere l'uscita del prodotto estruso, in direzione opposta al moto del pistone.
Nell'estrusione inversa si ha il vantaggio di avere minori forze di attrito. Infatti non vi è moto relativo tra il materiale e la parete del contenitore. Le pressioni che invece possono essere esercitate dall'azione del pistone sono minori rispetto al caso dell'estrusione diretta e rimangono pressoché costanti durante l'intera durata del processo.

### Coestrusione

Vista in sezione di un prodotto ottenuto per coestrusione.

Una variante del processo di estrusione è la coestrusione, in cui si lavorano contemporaneamente materiali diversi, che escono dalla matrice accoppiati, cosicché si ottengono, ad esempio guarnizioni con un'anima rigida (che funge da supporto) e una parte esterna morbida (che garantisce una buona ermeticità).

### Pultrusione
La pultrusione (dall'inglese Pulling-extrusion, ovvero "tirare" e "estrusione") è un processo affine all'estrusione, che permette di ottenere profilati plastici rinforzati da fibre, ad esempio polimeri rinforzati da fibre di carbonio o di vetro.
In questa tecnologia le fibre vengono tirate attraverso la matrice, e contemporaneamente si estrude il materiale plastico (in genere termoindurente) che le impregna e le ingloba. I prodotti sono tubi, pali e simili elementi strutturali cilindrici.

## Materiali
Alcuni materiali che possono essere lavorati tramite estrusione sono:
- PVC: polivinilcloruro
- PE: polietilene
- PP: polipropilene
- PA: poliammide
- HDPE: polietilene ad alta densità
- LDPE: polietilene a bassa densità
- ABS: copolimero acrilonitrile butadiene stirene
- PC: policarbonato
- SBR: stirolo butadiene
- PMMA: polimetilmetacrilato
- TPU: poliuretano termoplastico.

## Prodotti
Con l'estrusione possono essere fabbricate ad esempio piastre, tubi e profilati senza saldature con sezione costante per tutta la loro lunghezza, ma anche guide in laminato plastico o tubi flessibili di lunghezza indefinita e generalmente avvolti su bobine.
Mediante una particolare variante dell'estrusione, detta "stampaggio per soffiaggio" (in inglese blow molding), vengono fabbricati contenitori in materiale plastico, come bottiglie o barattoli, ma anche serbatoi per carburante. Nello stampaggio per soffiaggio un tubo flessibile estruso ("preforma" o "parison") viene circondato da uno stampo e soffiato con aria compressa contro la parete interna dello stampo.
La quasi totalità della pasta alimentare (pasta lunga e pasta corta) viene prodotta per estrusione. All'uscita dalla filiera la pasta viene tagliata ed essiccata.
Molti laterizi, come i mattoni pieni e forati, vengono prodotti per estrusione e taglio di argilla.

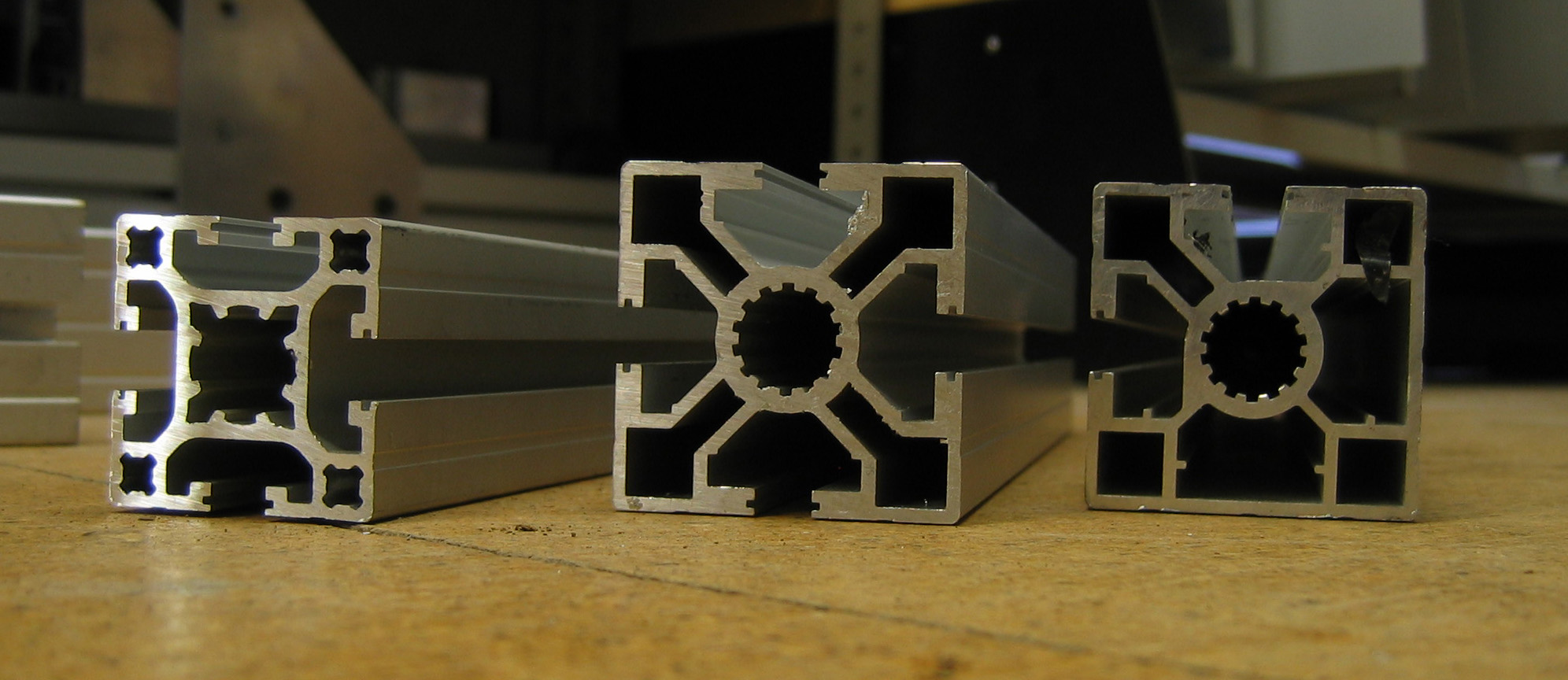
Profilati in alluminio estruso
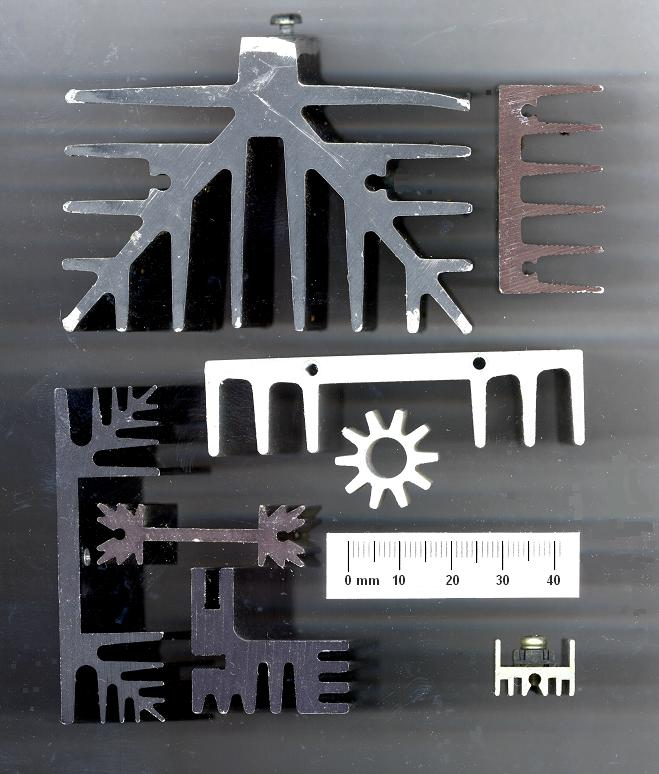
Superfici alettate ottenute per estrusione
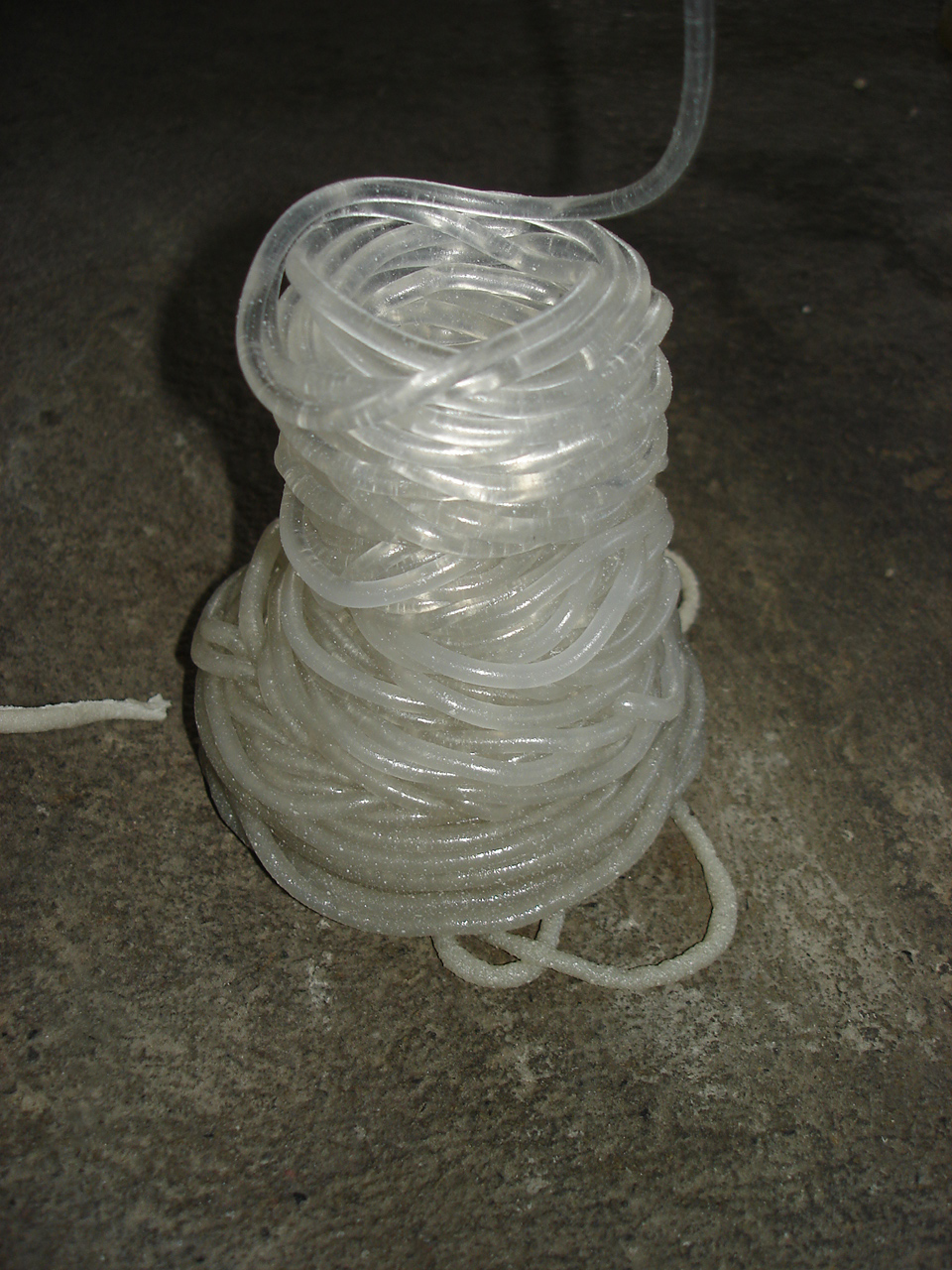
Prodotto polimerico ottenuto per estrusione